# Каскаскія (Іллінойс)
Каскаскія (англ. Kaskaskia) — селище (англ. village) в США, в окрузі Рендолф штату Іллінойс. Населення — 21 особа (2020).

## Географія
Каскаскія розташована за координатами 37°55′17″ пн. ш. 89°54′59″ зх. д. / 37.92139° пн. ш. 89.91639° зх. д. (37.921354, -89.916362).  За даними Бюро перепису населення США в 2010 році селище мало площу 0,28 км², уся площа — суходіл.

## Демографія
Згідно з переписом 2010 року, у селищі мешкало 14 осіб у 4 домогосподарствах у складі 4 родин. Густота населення становила 50 осіб/км².  Було 19 помешкань (68/км²).
Расовий склад населення:
| - 71,4 % — білих - 28,6 % — осіб інших рас |

До двох чи більше рас належало 0,0 %. Частка іспаномовних становила 28,6 % від усіх жителів.
За віковим діапазоном населення розподілялося таким чином: 21,4 % — особи молодші 18 років, 64,3 % — особи у віці 18—64 років, 14,3 % — особи у віці 65 років та старші. Медіана віку мешканця становила 38,5 року. На 100 осіб жіночої статі у селищі припадало 250,0 чоловіків;  на 100 жінок у віці від 18 років та старших — 175,0 чоловіків також старших 18 років.
Цивільне працевлаштоване населення становило 9 осіб. Основні галузі зайнятості: транспорт — 44,4 %, сільське господарство, лісництво, риболовля — 33,3 %, роздрібна торгівля — 22,2 %.